# 謝爾羅克 (愛荷華州)
謝爾羅克（英語：Shell Rock）是一個位於美國愛荷華州巴特勒縣的城市。

## 地理
謝爾羅克的座標為42°42′40″N 94°35′00″W / 42.71111°N 94.58333°W，而該地的平均海拔高度為278米（即912英尺）。

## 人口
根據2010年美國人口普查的數據，謝爾羅克的面積為4.30平方千米，當中陸地面積為4.04平方千米，而水域面積為0.26平方千米。當地共有人口1296人，而人口密度為每平方千米301人。